# Somalia na Letnich Igrzyskach Olimpijskich 2020
Somalia na Letnich Igrzyskach Olimpijskich 2020 – występ kadry sportowców reprezentujących Somalię na igrzyskach olimpijskich, które odbyły się w Tokio w Japonii, w dniach 23 lipca – 8 sierpnia 2021 roku.
Reprezentacja Somalii liczyła dwóch zawodników – kobietę i mężczyznę, którzy wystąpili w 2 dyscyplinach.
Był to dziesiąty start Somalii na letnich igrzyskach olimpijskich.

## Reprezentanci

### Boks
| Zawodnik  | Konkurencja                     | 1/16                | 1/8              | Ćwierćfinały     | Półfinały        | Finał            | Pozycja |
| Zawodnik  | Konkurencja                     | Przeciwnik Wynik    | Przeciwnik Wynik | Przeciwnik Wynik | Przeciwnik Wynik | Przeciwnik Wynik | Pozycja |
| --------- | ------------------------------- | ------------------- | ---------------- | ---------------- | ---------------- | ---------------- | ------- |
| Ramla Ali | waga piórkowa (do 57 kg) kobiet | Maria Nechita P 0-5 | NQ               | NQ               | NQ               | NQ               | 9.-16.  |

### Lekkoatletyka
Mężczyźni
| Konkurencja    | Zawodnik        | Runda 1  | Runda 1 | Półfinał | Półfinał | Finał    | Finał   | Pozycja |
| Konkurencja    | Zawodnik        | Rezultat | Pozycja | Rezultat | Pozycja  | Rezultat | Pozycja | Pozycja |
| -------------- | --------------- | -------- | ------- | -------- | -------- | -------- | ------- | ------- |
| Bieg na 1500 m | Ali Idow Hassan | 3:43.96  | 12      | NQ       | NQ       | NQ       | NQ      | 36      |